# Moby Dick (utwór instrumentalny)
Moby Dick – utwór instrumentalny angielskiego zespołu rockowego Led Zeppelin, z albumu Led Zeppelin II, który wydany został w 1969 roku. 
Na portalu Rate Your Music określono go jako reprezentującego m.in. gatunki hard rock i blues rock. 

## Tytuł utworu
Nazwa publikacji jest hołdem dla tytułowego bohatera – białego kaszalota, z powieści Moby Dick, napisanej przez Hermana Melvilla. Według żony perkusisty – Pat, ich syn Jason często prosił tatę o zagranie „tego długiego kawałka”. Kiedy John zapytał dlaczego, chłopiec odpowiedział „Jest długi jak Moby”.

## Geneza instrumentalu
Na kształt „Moby Dicka” swój wpływ mieli tacy perkusiści jak Joe Morello – utwór „Castilian Drums”, a szczególnie wersja live z albumu At Carnegie Hall – oraz Ginger Baker z utworem „Toad”. Wykorzystano tu m.in. takie techniki jak granie gołymi dłońmi, triole pomiędzy rękami a stopą, a także podwójne uderzenia w bęben taktowy. Wszystkie te elementy pojawiają się w wymienionych powyżej utworach – oba zawierają też długie perkusyjne solo. Wpływ na utwór miał również Ed Cassidy ze swoim utworem „It's All the Same”, nagranym z zespołem Spirit.
Riff gitarowy jest bardzo podobny do tego z utworu formacji Yardbirds – „I’m Not Talking”, oraz do „The Girl I Love She Got Long Black Wavy Hair”, z albumu Led Zeppelin BBC Sessions.
Solo perkusyjne Bonhama było często grane podczas koncertów Led Zeppelin od 1968 roku – stanowił modelowy pokaz jego gry – aż do roku 1977. W latach 1968–69 nosił nazwę „Pat's Delight” (odniesienie do żony Bonhama), w okresie 1969–1975 był to „Moby Dick”, a podczas amerykańskiej trasy koncertowej w 1977, nazywano go „Over the Top” – wówczas zaczynał się on riffem do „Out on the Tiles”, które później przechodziło w długie solo perkusyjne.
Ostateczny kształt instrumentalu – jaki znalazł się na drugiej płycie studyjnej Led Zeppelin – utwór uzyskał po tym, jak Page wielokrotnie zastając Bonhama jammującego samotnie grającego w studio, nagrał fragmenty jego popisów, następnie montując wszystko w całość.

## Na koncertach
Przy wykonywaniu tego utworu nie brał udziału wokalista Robert Plant – podczas koncertów zapowiadał tylko Bonhama przed zagraniem utworu. Gitara i bas pomagały mu tylko na samym początku i samym końcu, gdzie pozostała część to wyłącznie solo Bonhama.
Podczas koncertów, solo Bonhama trwało od 12., aż do 30. minut. W tym czasie reszta zespołu opuszczała scenę po wspólnym zagraniu wstępu. Podczas gry Bonham często odstawiał pałki, albo rzucał je w publiczność i grał dalej gołymi rękami (czasem aż do krwi). Swego czasu zdarzyło się, że grał on rękami, ponieważ podczas eksplozywnej gry muzyk połamał pałeczki.
Wersje na żywo „Moby Dicka” można usłyszeć na albumach How the West Was Won (o długości 19:20, z Long Beach Arena z roku 1972), oraz na filmie-koncercie The Song Remains the Same, a także na towarzyszącej mu ścieżce dźwiękowej. Na Led Zeppelin DVD pojawiła się 15-minutowa wersja z koncertu w Royal Albert Hall w 1970.

## Inne wersje
Jimmy Page tak zmiksował „Moby Dicka”, aby gładko przechodził w utwór „Bonzo's Montreux” na albumie Led Zeppelin Boxed Set, wydanym w 1990 roku.
Dread Zeppelin nagrał wersję tego utworu na swoim albumie Un-Led-Ed.

## Nawiązania do utworu
W połowie lat 1970. w Stanach Zjednoczonych Moby Dick stanowił utwór przewodni w kampanii przeciwko śmieceniu.